# ニコライ・ザレンバ
ニコライ・ザレンバ（ロシア語: Никола́й Ива́нович Заре́мба ロシア語ラテン翻字: Nikolai Ivanovich Zaremba, 1821年6月3日 - 1879年4月8日）はロシアの音楽教師、音楽理論家、作曲家。ザレームバとも。

## 経歴
ベラルーシのヴィーツェプスク近郊に生まれる。ベルリンでアドルフ・ベルンハルト・マルクスに音楽理論を学び、サンクトペテルブルク大学を経て、1854年にサンクトペテルブルクのルーテル教会合唱団指揮者となる。
1859年、ロシア音楽協会が開いた音楽教室の教師となり、1862年に音楽教室を改組発展させたサンクトペテルブルク音楽院が開校されると同校の教授に就任。1867年から1871年まで同学院長を務めた。
音楽教室時代の教え子に作曲家のピョートル・チャイコフスキーがいるほか、サンクトペテルブルク音楽院では指揮者・ピアニストのワシーリー・サフォーノフ、指揮者のイッポリト・アリターニ(en:Ippolit Al'tani) 、音楽出版家・音楽著述家のワシーリー・ベッセリらを教えた。

## ロシア音楽の保守的潮流
ザレンバは、ロシア音楽協会とサンクトペテルブルク音楽院を創立したアントン・ルビンシテインを取り巻く支持者のひとりであり、アレクサンドル・ファミンツィンやゲルマン・ラローシらと並んでロシア音楽のアカデミズムと保守的潮流を代表する存在だった。
このため、ミリイ・バラキレフが主導するロシア国民楽派と対立し、「力強い一団（ロシア5人組）」のメンバーであるモデスト・ムソルグスキーは風刺歌曲『ラヨーク』（1870年）において、ザレンバの保守性をヘンデルのオラトリオ『マカベウスのユダ』から「見よ、勇者は帰る」の旋律を引用して皮肉っている。
1867年にルビンシテインがロシアを去った後、ザレンバがサンクトペテルブルク音楽院の院長となる。しかし、音楽院の運営はロシア音楽協会と同様、支援者である帝室の影響力に依存しており、1871年、ロシア大公妃エレナ・パヴロヴナがカリキュラムの変更を要求、作曲家育成をやめて管弦楽の演奏だけを教えるという布告に抗議したザレンバは解任された。彼の後任にはミハイル・アザンチェフスキーが任命された。
ザレンバはその後は作曲に力を注ぎ、序曲2曲、弦楽四重奏曲1曲、ピアノ曲9曲、多数の合唱曲、オラトリオ『洗礼者ヨハネ』を残した。1878年に脳卒中で倒れて一年後にサンクトペテルブルクで死去し、同地のヴォルコヴォ墓地に埋葬された。遺された妻子はスイスのモントルー近郊のクラレンスに移動したが、その時ザレンバの作品の自筆譜を携えて行ったため、これらの存在は2010年にバーゼル大学により発見されるまで知られていなかった。

## チャイコフスキーとの関係
ザレンバがロシア音楽協会の音楽教室の教師だったころに教えた生徒の一人が若き日のチャイコフスキーである。音楽教室でザレンバに音楽理論を学んだことで、チャイコフスキーは音楽院入学の決心をしたという逸話が知られている。
その後1866年に、チャイコフスキーから作曲中の交響曲第1番の第2楽章と第3楽章を見せられるが、このときはアントン・ルビンシテインとともに演奏に値しないと酷評した。